# Jagdgeschwader 51

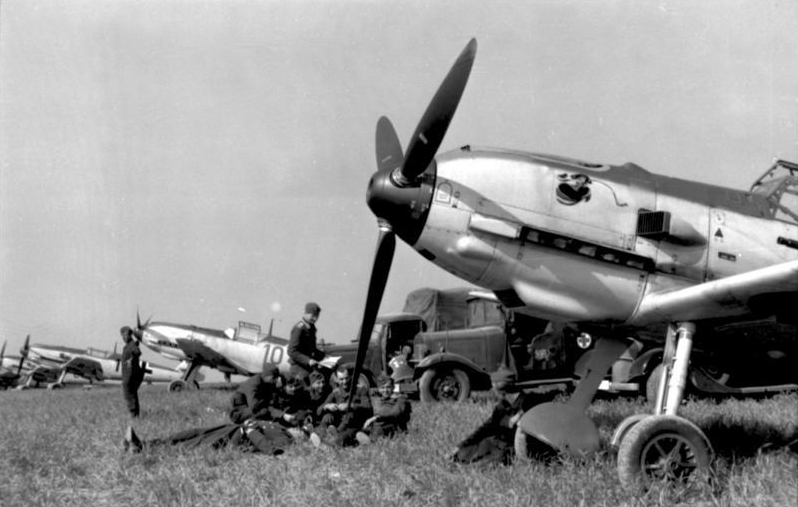
Caças Me 109 do JG 51.

A unidade Jagdgeschwader 51 Mölders foi uma das mais bem sucedidas da Alemanha durante a Segunda Guerra Mundial.
No período de pós-guerra na Luftwaffe, o título de honra Mölders renasceu em 22 de Novembro de 1973 na Jagdgeschwader 74 que teve o seu título modificado para Jagdgeschwader 74 Mölders pelo Inspekteur der Luftwaffe Generalleutnant Günther Rall. Os membros desta unidade eram chamados de "Geschwader Mölders".
Esta unidade perdeu este título de honra em 11 de Março de 2005 após uma decisão do Ministro da Defesa publicado em 28 de Janeiro do mesmo ano.

## Comandantes

### Geschwaderkommodore
| Comandante                             | Data                                           |
| -------------------------------------- | ---------------------------------------------- |
| Oberst Theo Osterkamp                  | (19 de Setembro de 1939 - 23 de Julho de 1940) |
| Oberstleutnant Werner Mölders          | (23 de Julho de 1940 - 19 de Julho de 1941)    |
| Oberstleutnant Friedrich Beckh         | (19 de Julho de 1941 - 10 de Abril de 1942)    |
| Oberstleutnant Karl-Gottfried Nordmann | (10 de Abril de 1942 - 30 de Março de 1944)    |
| Major Fritz Losigkeit                  | (1 de Abril de 1944 - 31 de Março de 1945)     |
| Major Heinz Lange                      | (31 de Março de 1945 - 8 de Maio de 1945)      |

### Gruppenkommandeure

#### I./JG 51[1]
- Major Ernst Freiherr von Berg, 1 de Maio de 1939
- Hauptmann Hans-Heinrich Brustellin, 23 de Setembro de 1939
- Hauptmann Hermann-Friedrich Joppien, 18 de Outubro de 1940
- Hauptmann Wilhelm Hachfeld, 26 de Agosto de 1941
- Hauptmann Josef Fözö, 3 de Maio de 1942
- Hauptmann Heinrich Krafft, 1 de Junho de 1942
- Hauptmann Rudolf Busch, 15 de Dezembro de 1942
- Major Erich Leie, 18 de Janeiro de 1943
- Hauptmann Günther Schack, 29 de Dezembro de 1944

#### II./JG 51[1]
- Major Kramer, Outubro de 1939
- Major Ernst Günther Burgaller, 26 de Outubro de 1939
- Hauptmann Günther Matthes, 3 de Fevereiro de 1940
- Hauptmann Josef Fözö, 21 de Fevereiro de 1941
- Hauptmann Hartmann Grasser, Setembro de 1941
- Major Karl Rammelt, 6 de Junho de 1943
- Oberleutnant Otto Schultz, 24 de Dezembro de 1944

#### III./JG 51[1]
- Hauptmann Hannes Trautloft, 4 de Julho de 1940
- Hauptmann Walter Oesau, 25 de Agosto de 1940
- Hauptmann Richard Leppla, 11 de Novembro de 1940
- Hauptmann Karl Heinz Schnell, 8 de Agosto de 1942
- Hauptmann Fritz Losigkeit, 26 de Junho de 1943
- Hauptmann Diethelm von Eichel-Streiber, 1 de Maio de 1944
- Hauptmann Joachim Brendel, 1 de Setembro de 1944

#### IV./JG 51[1]
- Hauptmann Johannes Janke, 21 de Novembro de 1940
- Major Friedrich Beckh, 1 de Março de 1941
- Hauptmann Karl-Gottfried Nordmann, 20 de Julho de 1941
- Hauptmann Hans Knauth, 10 de Abril de 1942
- Major Rudolf Resch, 1 de Março de 1943
- Major Hans Ekkehard Bob, 1 de Agosto de 1943
- Major Heinz Lange, 9 de Maio de 1944
- Oberleutnant Günther Josten, 12 de Abril de 1945
- Major Heinz Lange, 29 de Abril de 1945

## Membros Notáveis
- Hermann Graf (O primeiro ás a chegar a marca de 200 vitórias, recebedor da Cruz de Cavaleiro da Cruz de Ferro com Folhas de Carvalho, Espadas e Diamantes)

- Werner Mölders (O primeiro piloto a chegar a marca de 100 vitórias, recebedor da Cruz de Cavaleiro da Cruz de Ferro, com Folhas de Carvalho, Espadas e Diamantes, the post-WW2 Luftwaffe unit Jagdgeschwader 74 Mölders was named in his honour 1973-2005 as was the Bundesmarine destroyer D186 Mölders)
- Theodor "Theo" Osterkamp (ás da Primeira Guerra Mundial com 32 vitórias nesta e que venceu seis mais na segunda)